# Réservoir de Montsouris
Réservoir de Montsouris (česky Nádrž Montsouris), též někdy Réservoir de la Vanne je největší z pěti hlavních rezervoárů pitné vody pro město Paříž. Nachází se na jihu města ve 14. obvodu na návrší poblíž parku Montsouris. Byl dokončen v roce 1874 a zásobuje 20 % pařížské populace.

## Historie
Nádrž Montsouris vystavěl v letech 1858-1874 inženýr Eugène Belgrand jako jednu z řady zásobáren budovaných v té době. Tyto nádrže byly navrženy proto, aby se postupně nahradilo zásobování Paříže vodou ze Seiny, které byla stále nevhodnější pro běžnou potřebu kvůli urbanistickému a průmyslovému rozvoji proti proudu od hlavního města během 19. století a proměnlivé teplotě v závislosti na ročním období. Tento rezervoár byl určen pro zásobování celé jižní části města. V roce 1875 proběhly první dodávky do čtvrti Champs-Élysées. Od roku 2010 je spravován společností Eau de Paris.

## Kapacita
V nádrži se shromažďuje voda přicházející z oblasti u Fontvannes v departementu Aube a z území u Fontainebleau v Seine-et-Marne, kterou sem přivádějí čtyři akvadukty.
Nádrže jsou zakryté poklopem osázeným zvenčí trávou, která pomáhá udržovat klima v nádržích. Rezervoár se skládá ze dvou spodních a dvou horních nádrží různého objemu. Oba horní zásobníky jsou hluboké 3,30 m a spodní mají hloubku přes 5 m. S délkou 265 m a šířkou 135 m mají celkovou úložnou kapacitou 202 000 m3, což představuje více než třetinu teoretické denní spotřeby obyvatel Paříže. Z tohoto rezervoáru je voda rozváděna pro 20 % obyvatel Paříže.